# Thomas Walter (Fußballspieler)
Thomas Walter (* 3. März 1967 in Stuttgart) ist ein ehemaliger deutscher Fußballtorhüter und heutiger Torwarttrainer.

## Karriere
Walter begann mit dem Fußballspielen beim TSV Münchingen, danach spielte er beim VfB Stuttgart. 1991 wechselte er zum KSC in die Oberliga. Nach zwei Jahren kam er als Ersatztorhüter in die Bundesliga-Mannschaft. Dort bestritt er in den folgenden zwei Spielzeiten insgesamt vier Spiele. 1996 erfolgte der Wechsel in die zweite Liga zu den Stuttgarter Kickers. In den folgenden drei Jahren kam er dort 89 Mal zum Einsatz. 1999 ging er zurück nach Karlsruhe, wo er allerdings die Nummer zwei hinter Simon Jentzsch war und daher nur vier Spiele machte. Nach dem Abstieg wurde er Stammtorhüter, was er auch nach dem Wiederaufstieg in die zweite Liga ein Jahr später blieb. Bis 2004 spielte er 56 Mal für die Karlsruher in der zweiten Liga. Danach beendete er seine Laufbahn.

## Karriere als Trainer
Im Anschluss an seine aktive Karriere trainierte er zunächst die Torhüter beim Karlsruher SC II und dem TSV Münchingen. Von 2006 bis 2024 war er Torwarttrainer bei der zweiten Mannschaft des VfB Stuttgart. Seit 2024 ist er Torwarttrainer der U17 des VfB.